# Denys Godefroy
Pour les articles homonymes, voir Godefroy et Denis Godefroy.
Denys Godefroy (Dionysius Gothofredus), dit l’ancien, né à Paris le 17 octobre 1549 et mort le 7 septembre 1622 à Strasbourg, est un jurisconsulte français.

## Biographie
Fils de Léon Godefroy, seigneur de Guignecourt, il commença ses études de droit à l’université de Louvain où il suivit les leçons de Jean Ramus, dont l’exposition claire et méthodique était alors des plus renommées. Godefroy continua ses études d’abord à Cologne, puis à Heidelberg. C’est probablement dans cette dernière ville qu’il embrassa la Réforme.
De retour en France, il épousa, en 1573, Denise de Saint-Yon, d’une famille noble de Paris. En 1579 il se fit recevoir docteur en droit à Orléans. Les troubles de cette époque lui ayant fait quitter sa patrie, il se retira à Genève en 1580. Cinq années après il y fut nommé professeur de droit, en remplacement de Pacius.
En 1589, il abandonna un instant ses occupations paisibles pour le poste de bailli du pays de Gex et, en même temps, le titre de conseiller surnuméraire au parlement de Paris. Mais peu de temps après les troupes du duc de Savoie ayant fait invasion dans le pays confié à l’administration de Godefroy, elles pillèrent sa maison, et brulèrent sa précieuse bibliothèque.
Il se réfugia alors à Bâle où, sur la recommandation de Glaser, les magistrats de Strasbourg lui confièrent une chaire de Pandectes et d’histoire en mai 1591. À peine y était-il installé, qu’on fit des démarches auprès de lui, afin qu’il acceptât la chaire de droit devenue vacante à l’université d’Altorf par la mort de Donneau. Mais les Strasbourgeois ayant augmenté le traitement de Godefroy, il resta auprès d’eux.
En 1600 cependant, il céda aux instances de l’électeur palatin, Frédéric IV, et il se rendit à l’université de Heidelberg pour y professer le droit romain mais, ayant eu à se plaindre de plusieurs tracasseries suscitées par la jalousie de quelques professeurs de Heidelberg, il retourna à Strasbourg après dix-huit mois.
En 1604, Henri IV l’engagea à venir occuper à Bourges la chaire de droit romain, restée vacante depuis la mort de Cujas. Godefroy refusa, mais il se rendit l’année d’après à l’invitation du prince palatin, et il retourna à Heidelberg, où il fut mis à la tête de la faculté de droit ; il reçut en même temps le titre de conseiller du prince.
Sa nouvelle position lui plut tellement, qu’il résista depuis aux invitations les plus pressantes qu’on lui adressait pour l’engager à rentrer en France. L’université de Valence lui fit offrir jusqu’à 1 200 couronnes de traitement annuel.
En 1618, Godefroy fit un court séjour à Paris comme envoyé de l’électeur palatin Frédéric V auprès de Louis XIII qui fit présent à Godefroy de son portrait et d’une médaille en or. Peu de temps après commençait la guerre de Trente Ans.
Après la bataille de Prague, le prince palatin dut fuir de ses États, qui furent envahis par l’armée de Tilly. Godefroy quitta Heidelberg à la hâte et arriva à Strasbourg au commencement de septembre 1621 où il ne fit plus depuis lors que languir. L’année suivante, le chagrin, l’âge et les infirmités amenèrent sa mort.
Doué d’une mémoire prodigieuse, Godefroy pouvait encore, dans sa vieillesse, citer par cœur jusqu’à plus de cinquante passages de suite du Corpus Juris. Ses travaux n’ont pas la haute portée de ceux de Cujas et de Donneau ; mais ils furent peut-être d’une utilité plus immédiate, plus pratique.
Godefroy a été un vulgarisateur habile. La publication de son Corpus Juris fait époque ; le texte donné par lui fut suivi pendant plus d’un siècle comme une autorité dans le barreau et dans l’enseignement. Les notes ajoutées par Godefroy sont empruntées pour la plupart aux travaux des glossateurs et des grands jurisconsultes du XVIe siècle. Christian Gebauer a effectué, dans la Narratio de Henrico Brencmanno, un relevé complet des nombreuses défectuosités qui se sont glissées dans ce travail immense. Pour n’en citer qu’un exemple, lorsque Godefroy rencontrait un texte qui semble être en désaccord avec un autre, au lieu d’expliquer la contradiction apparente, il se contentait presque toujours de mettre en note le mot immo (non). Struvius a essayé de concilier les passages du Corpus qui forment ainsi antinomie dans son ouvrage auquel il a donné le nom de Immo Gothofredi.
Dans la préface de son édition de Cicéron, Godefroy exprime son peu d’estime pour les collectionneurs de leçons, qui pèsent les syllabes et les lettres, au lieu d’expliquer ce qui intéresse le sage, comme l’histoire ou la philosophie pratique. Mais ces « peseurs de syllabes » eurent leur revanche, lorsque Godefroy publia ses corrections au texte de Sénèque, qu’il basait non sur les manuscrits, mais uniquement sur des conjectures. Gruter releva avec force injures les bévues auxquelles Godefroy s’était laissé entraîner.
Comme tous les grands esprits de son époque, Godefroy eut toujours un goût marqué pour l’Antiquité, ainsi que le constatent ses éditions de Cicéron et des grammairiens latins.
Le monde savant le connaît surtout comme l'auteur du "Corpus juris civilis", sous le nom de Dionysius Gothofredus. 
Il meurt en 1622 et fut enterré dans l’église Saint-Étienne de Lille.

## Sources
- Ferdinand Hoefer, Nouvelle Biographie générale, t. 7, Paris, Firmin-Didot, 1857, p. 897-901.